# Aleksej Bestuzjev-Rjumin

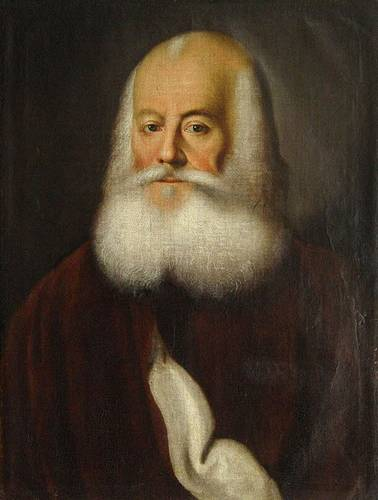
Bestuzjev-Rjumin under förvisningen 1759.

Aleksej Petrovitj Bestuzjev-Rjumin, född 22 maj (1 juni g.s. 1693 i Moskva, död därstädes 10 april (21 april g.s.) 1766, var en rysk greve och statsman, bror till Agrippina Volkonskaja och Michail Petrovitj Bestuzjev-Rjumin. Som deltagare i otaliga hov- och internationella intriger dömdes han två gånger till döden.
Bestuzjev-Rjumin var attaché vid Utrechtkongressen 1712–1713, trädde därefter i hannoveransk tjänst och sändes 1714 i utomordentlig mission till Sankt Petersburg. Han övergick 1717 i kurländsk tjänst, blev 1724 kammarherre hos hertiginnan Anna av Kurland, och var därutöver 1721–1725 ryskt sändebud i Köpenhamn, 1726 i Warszawa, 1731–1734 i Nedersachiska kretsen och därpå åter i Köpenhamn. Bestuzjev-Rjumin hemkallades 1739, där han blev senator, geheimeråd och 1740 medlem av riksrådet. I samband med Ernst Johann von Birons fall samma år rycktes dock även Bestuzjev-Rjumin med. Efter Elisabets tronbestigning återvann han dock sin inflytande, och blev 1741 vicekansler, 1742 greve, 1744 storkansler och 1745 tysk  riksgreve.
Under åren 1741–1757 ledde han den ryska utrikespolitiken, som kom att präglas av hans personliga åsikter. I Frankrike och Preussen såg han Rysslands farligaste motståndare och närmade sig därför Österrike och England. Så länge de båda misstrodda makterna var sinsemellan förbundna var kursen också logisk, men sedan läget efter Aachen-freden 1748 förändrats, var den ohållbar. Då Preussen anslöt sig till England, och Österrike till Frankrike, krävde Rysslands intressen samdräkt med de båda senare, men i sitt blinda franskhat motsatte sig Bestuzjev-Rjumin det nödvändiga alliansslutet, och då detta trots allt kom till stånd 1756, var det förbi med hans auktoritet. 
Då han därtill började intrigera mot Elisabet och den av henne utsedde tronföljaren, Karl Peter Ulrik av Holstein, var hans fall oundvikligt. I februari 1758 blev han häktad, ställd inför domstol och dömd till döden, men slapp 1759 undan med förlust av ämbeten och värdigheter och levde därefter i förvisning på godset Goretovo, 120 verst från Moskva. Efter statskuppen 1762 fick han upprättelse och en marskalkstitel, men kom inte att spela någon ny politisk roll. Katarina II återgav honom platsen i senaten och en pension på 20 000 rubel.